# Mama Mia – Nur keine Panik
Mama Mia – Nur keine Panik ist ein deutsches Filmlustspiel aus dem Jahre 1984 mit Thomas Gottschalk, Uschi Glas und Helmut Fischer in den Hauptrollen.

## Handlung
Bert Leitner und seine Frau Conny sind im Prinzip ein glückliches Ehepaar. Sie haben mit Nicole und Sascha zwei wohlgeratene Kinder, und alles könnte eigentlich in Ordnung sein, wenn Bert seinen Beruf nicht so ernst nehmen würde. Er schreibt erfolgreich Kriminalromane und ist, da er keine Geschichte unrecherchiert aufs Papier schludern möchte, ständig in Berlin unterwegs – immer auf der Suche nach wahren Hintergründen und gute Motiven. Dabei ist Berlins Nachtleben Berts bevorzugtes Revier. Eines Tages reicht es Conny. Sie hat die Nase voll, dass ihr Gatte kaum mehr zuhause ist und das Privatleben der Familie zu kurz kommt. Sie lässt sich scheiden, packt ihre Siebensachen und zieht mit den beiden Kindern zu ihrer Mutter nach Bayern.
Dort lernt sie den jungen, dynamischen und unkonventionellen Frank Müller kennen, den sie zunächst für einen Schreiner hält. Der ist aber in Wirklichkeit Lehrer und um keinen flotten Spruch verlegen. Bald hat sie Bert vergessen. Derweil hat Töchterchen Nicole ein Auge auf den unkonventionellen Pauker geworfen, doch der interessiert sich eindeutig mehr für die Mutter. Der Neu-Single Bert ist mittlerweile nach Ibiza umgezogen, um all das nachzuholen, von dem er glaubt, dass es ihm als „Ehekrüppel“ entgangen ist. Doch das wilde Leben unter südlicher Sonne mit Bars und schönen Frauen ersetzt ihm nicht das Heimatgefühl, das für ihn die Familie bedeutet. Und so reift in Bert die Idee, um seine Familie und seine Frau zu kämpfen. Aus diesem Grund taucht er eines Tages in Bayern auf, um seine Ex, Conny, zurückzuerobern.

## Produktionsnotizen
Mama Mia – Nur keine Panik entstand Mitte 1984 und wurde am 7. Dezember 1984 in Frankfurt am Main uraufgeführt. Am 28. November 2002 erschien der Film auf DVD.
Gedreht wurde auf 35-mm-Film in München, Starnberg, Berlin und auf Ibiza.
Die Herstellungsleitung hatte Erich Tomek, der auch am Drehbuch mitgearbeitet hatte, die Produktionsleitung Otto W. Retzer, der überdies als Hippie mit einer kleinen Rolle zu sehen ist. Die Ausstattung übernahm Klaus Haase, die Kostüme organisierte Sylvia Risa.
Kurt Felix (als Lehrer) und Mike Krüger (als er selbst) sind in Cameo-Auftritten zu sehen.

## Kritik
„Ein geschiedener Familienvater kehrt reumütig zu seinen Lieben zurück und wirbt, trotz einiger Verwicklungen und Rivalen, erneut erfolgreich um die Gunst seiner Frau. Modisch aufpoliertes Surrogat abgedroschener Pauker- und Liebesschnulzen, versetzt mit den Klischees neuerer Fernsehunterhaltung.“